# Culles-les-Roches
Culles-les-Roches è un comune francese di 190 abitanti situato nel dipartimento della Saona e Loira nella regione della Borgogna-Franca Contea.

## Società

### Evoluzione demografica
Abitanti censiti